# Yorokobi no uta
Singles de KAT-TUN
Bokura no Machi de
(2006) en
(2007)
Yorokobi no uta est le 4esingle du groupe KAT-TUN sorti sous le label J-One Records le 6 juin 2007 au Japon. Il atteint la 1re place du classement de l'Oricon. Il se vend à 300 396 exemplaires la première semaine et reste classé 16 semaines, pour un total de 373 965 exemplaires vendus. Il sort en format CD et CD+DVD. Ce single marque le retour de Akanishi Jin après son hiatus aux États-Unis.
Yorokobi no uta a été utilisé comme thème musical pour le drama Tokkyu Tanaka 3 Go dans lequel joue Tanaka Koki. Yorokobi no uta est présente sur l'album Queen of Pirates Kat-Tun III.

## Liste des titres
| 1. | Yorokobi no uta (喜びの歌)                    | N.B.Comics | zero-rock                              | 4:05 |
| 2. | Your Side                                     | N.B.Comics | Shusui, Stefan Engblom, Axel Bellinder | 3:38 |
| 3. | Yorokobi no uta (Original Karaoke) (喜びの歌) | N.B.Comics | zero-rock                              | 4:05 |
| 4. | Your Side (Original Karaoke)                  | N.B.Comics | Shusui, Stefan Engblom, Axel Bellinder | 3:32 |

| 1. | Yorokobi no uta (喜びの歌) | N.B.Comics | zero-rock                              | 4:05 |
| 2. | Your Side                  | N.B.Comics | Shusui, Stefan Engblom, Axel Bellinder | 3:38 |

| 1. | Yorokobi no uta (喜びの歌) |  |